# Jutta Ploch
Jutta Ploch, née le 13 janvier 1960 à Weißenfels (RDA), est une rameuse d'aviron est-allemande. 

## Carrière
Aux Jeux olympiques de 1980 à Moscou, Jutta Ploch est sacrée championne olympique de quatre de couple avec barreur.
Elle est aussi championne du monde de deux de couple en 1983, et vice-championne du monde de quatre de couple avec barreur en 1981. 